# An Affair of Hearts

An Affair of Hearts est un film américain réalisé par Frank Powell, sorti en 1910.

## Fiche technique
- Titre original : An Affair of Hearts
- Réalisation : Frank Powell
- Scénario : Stanner E.V. Taylor
- Société de production : Biograph Company
- Pays de production :  États-Unis
- Langue originale : anglais
- Format : noir et blanc - film muet
- Date de sortie :
  - USA : 19 mai 1910

## Distribution
- Billy Quirk
- Mack Sennett
- Florence Barker
- Arthur V. Johnson
- Mary Pickford